# WXTV-DT
WXTV-DT est une station de télévision américaine de langue espagnole située à New York appartenant à Univision Communications affiliée au réseau Univision.

## Histoire
WXTV a été lancé le 4 août 1968 dans un format anglais et espagnol. En 1970, elle est devenue unilingue espagnole en s'affiliant au réseau Spanish International Network, qui est devenu Univision en 1987.
Lors des attentats du 11 septembre 2001, ses installations n'ont pas été affectées puisqu'elles sont localisées dans le Empire State Building. Afin de tenir la population au courant, spécialement ceux qui ne sont pas abonnés au câble ou satellite, certains reportages étaient présentés en anglais.
Le 12 juin 2009, WXTV a cessé de diffuser en mode analogique.

## Télévision numérique terrestre
| Canal virtuel | Image | Ratio | Programmation                                |
| ------------- | ----- | ----- | -------------------------------------------- |
| 41.1          | 720p  | 16:9  | Programmation principale WXTV / Univision HD |
| 41.2          | 480i  | 16:9  | Bounce TV                                    |
| 41.3          | 480i  | 16:9  | Twist (en)                                   |